# Melodinus coriaceus
Melodinus coriaceus är en oleanderväxtart som beskrevs av Oliver. Melodinus coriaceus ingår i släktet Melodinus och familjen oleanderväxter. Inga underarter finns listade i Catalogue of Life.